# Dagmarita
Dagmarita es un género de foraminífero bentónico de la Subfamilia Dagmaritinae, de la Familia Biseriamminidae, de la Superfamilia Palaeotextularioidea, del Suborden Fusulinina y del Orden Fusulinida. Su especie tipo es Dagmarita chanakchiensis. Su rango cronoestratigráfico abarca desde el Capitaniense (Pérmico medio) hasta el Changhsingiense (Pérmico superior).

## Discusión
Clasificaciones más recientes incluyen Dagmarita en la Familia Globivalvulinidae de la Superfamilia Biseriamminoidea o de la Superfamilia Globivalvulinoidea, del Suborden Endothyrina, del Orden Endothyrida, de la Subclase Fusulinana y de la Clase Fusulinata.

## Clasificación
Dagmarita incluye a las siguientes especies:
- Dagmarita altilis †
- Dagmarita chanakchiensis †
- Dagmarita cuneata †
- Dagmarita elegans †
- Dagmarita exilis †
- Dagmarita liantanensis †
- Dagmarita minima †
- Dagmarita miniscula †
- Dagmarita oblonga †
- Dagmarita shahrezaensis †
- Dagmarita simplex †